# Sissi – Schicksalsjahre einer Kaiserin
Sissi – Schicksalsjahre einer Kaiserin ist ein Heimatfilm aus dem Jahr 1957 und zugleich letzter Teil der Sissi-Trilogie. Die realen historischen Begebenheiten Kaiserin Elisabeths rückten bei der Umsetzung des Stoffes zugunsten einer romantischen Liebesgeschichte in den Hintergrund.

## Handlung
Sissi hat sich vom Wiener Hofzeremoniell nach Gödöllő, Ungarn zurückgezogen. Hier wird ihr bald eine Romanze mit Graf Andrássy nachgesagt; tatsächlich verbringt sie viel Zeit mit ihm. Ihr Ehemann Kaiser Franz Joseph in Wien versucht, seine Eifersucht zu unterdrücken, entschließt sich aber nach einem Liebesgeständnis von Néné (Sissis älterer Schwester, die er ursprünglich hatte heiraten sollen), nach Ungarn zu reisen, um Sissi zurückzuholen. Sissi kann auf einem Fest des Grafen einen erbitterten Gegner des österreichischen Kaiserhauses für sich gewinnen. Als sie kurz darauf heftige Schmerzen bekommt, begleitet Graf Andrássy sie nach draußen und gesteht ihr völlig überraschend seine Liebe. Sissi macht ihm klar, dass sie ihn als ihren besten Freund zu schätzen weiß, aber Franz liebt und nicht hintergehen wird. Um der Belastung durch diesen Konflikt zu entgehen, verlässt Sissi Ungarn und will mit ihrer Tochter nach Wien zurückkehren. Auf halbem Weg begegnet sie dabei Franz Joseph. Die beiden möchten sich einen kurzen Urlaub gönnen.
Aber Sissi wird erneut von Schmerzen geplagt und sofort von Franz nach Wien zurückgebracht, da er sich Sorgen um ihren Gesundheitszustand macht. Bald darauf diagnostiziert Dr. Seeburger, Sissis Leibarzt, ein schweres Lungenleiden. Er macht Franz Joseph nicht viel Hoffnung auf Genesung der Kaiserin. Das veranlasst die Mutter des Kaisers, ihm vorzuschlagen, er solle bald nach einer neuen Frau Ausschau halten. Doch Franz Joseph reagiert ablehnend und wütend. Die Angst um Sissi lässt ihn einer Depression nahekommen, doch Sissi tröstet ihn mit dem Versprechen, die Anweisungen des Arztes genau zu befolgen. 
Auf Madeira und Korfu soll sie sich erholen; allerdings verliert sie ihren Lebensmut, als sich zunächst keine Besserung einstellen will. Sissi wird erst dank der Hilfe ihrer Mutter wieder gesund, welche ihr nach Madeira nachreist.
Das Kaiserpaar reist nach Lombardo-Venetien, wo es in der Mailänder Scala zu einer Provokation kommt, da alle Aristokraten Mailands nur ihre Dienstboten anstatt ihrer selbst ins Theater geschickt haben. Darüber hinaus stimmen sämtliche Besucher beim Eintreten des Kaiserpaares Giuseppe Verdis Va, pensiero (Gefangenenchor) an, was dieses dazu bewegen soll, empört die Oper zu verlassen. Sissi rettet die Situation, indem sie gegen alle Vernunft dem Chor applaudiert. Anschließend erklingt allerdings keine Musik aus Nabucco; der knapp der Verhaftung entgangene Kapellmeister stimmt die Ouvertüre zu La Traviata an, ebenfalls von Verdi. Auch den anschließenden Empfang halten Sissi und Franz Joseph noch würdevoll ab, obwohl offensichtlich ist, dass sie es nicht mit dem geladenen Adel zu tun haben. 
In Venedig soll das Kaiserpaar schließlich den Menschen seine Anteilnahme bekunden, aber auch hier sind die Venezianer aufgrund vorangegangener politischer Konflikte mit der kaiserlichen Fremdherrschaft wenig erfreut über den Besuch von Sissi und Franz Joseph. Es herrscht Stille während der kaiserlichen Gondelfahrt und die abgrundtiefe Abneigung der Venezianer wird offenbar.
Schließlich kommt es zur Schlussszene, die von der österreichischen Kaiserhymne als Hintergrundmusik begleitet wird: Auf dem Markusplatz läuft Sissis kleine Tochter auf sie zu und umarmt sie stürmisch. Das italienische Volk stimmt „Viva la Mamma“-Rufe an, das Eis bricht.

## Hintergrund
Dem Finale der Trilogie, das sowohl in Italien als auch in Österreich gedreht wurde, sollte ursprünglich ein vierter Film folgen, der jedoch nicht mehr zustande kam. Ernst Marischka plante ein Eifersuchtsszenario zwischen Sissi und der französischen Kaiserin Eugènie. Die Verfilmung scheiterte am Widerstand Romy Schneiders, die sich weigerte, noch länger die Sissi zu spielen.
Der vorherige Film, Sissi – Die junge Kaiserin, endete mit der Krönung des Kaiserpaars zum König und zur Königin von Ungarn. Diese Krönung fand 1867 statt. Da aber die Lombardei und Venetien bereits 1859 bzw. 1866 für das Kaisertum Österreich verloren gingen, spielt die politische Handlung dieses Films vor dem Ende des letzten Filmes. Auf historische Chronologie wurde bei den Filmen sehr wenig Rücksicht genommen.

## Auszeichnung
Dieser Film erhielt als einziger der Sissi-Trilogie von der Filmbewertungsstelle das Prädikat „wertvoll“. Der Film nahm außerdem am Wettbewerb um die Goldene Palme bei den Internationalen Filmfestspielen von Cannes 1958 teil.

## Kritiken
- „Wiederum talmihafte Volksunterhaltung ab etwa 14 Jahren.“ – 6000 Filme. Kritische Notizen aus den Kinojahren 1945 bis 1958. Handbuch V der katholischen Filmkritik, 3. Aufl., Verlag Haus Altenberg, Düsseldorf 1963, S. 398

- „Fürstlicher Seelenkitsch am Höhepunkt. Millionen Zuschauer in ganz Europa waren von den Filmen begeistert, Romy Schneider weigerte sich aber, den „Kaiserschmarrn“ mit weiteren Folgen fortzusetzen.“ (Wertung: 2 Sterne = durchschnittlich) – Adolf Heinzlmeier und Berndt Schulz in Lexikon „Filme im Fernsehen“ (Erweiterte Neuausgabe). Rasch und Röhring, Hamburg 1990, ISBN 3-89136-392-3, S. 751

- „Edelkitsch für schlichte Gemüter.“ – „Lexikon des internationalen Films“ (CD-ROM-Ausgabe), Systhema, München 1997

- „Filme haben Kaiserin Elisabeth zum Mythos werden lassen. Mit der Wirklichkeit haben sie fast nie etwas zu tun.“ – Mittelbayerische Zeitung vom 14. Dezember 2012[2]